# Tylonycteris
A Tylonycteris az emlősök (Mammalia) osztályának a denevérek (Chiroptera) rendjéhez, ezen belül a kis denevérek (Microchiroptera) alrendjéhez és a simaorrú denevérek (Vespertilionidae) családjához tartozó nem.

## Rendszerezés
A nembe az alábbi 3 faj tartozik:
- kis bambuszdenevér (Tylonycteris pachypus) típusfaj
- Tylonycteris pygmaeus[1][2][3]
- nagy bambuszdenevér (Tylonycteris robustula)